# FC Chernomorets Burgas
El FC Chernomorets Burgas, conocido simplemente como Chernomorets, fue un equipo de fútbol de Bulgaria que alguna vez jugó en la A PFG, la liga de fútbol más importante del país.

## Historia
Fue fundado el 1 de agosto del año 1919 en la ciudad de Burgas luego de que el SC Strela fuera reestructurado, y al mismo tiempo crearon la organización deportiva que llevaba el mismo nombre.
Entre 1919 y 1944 participaron en el Campeonato del Estado de Bulgaria, rondando entre las diversas divisiones de la liga y ascendiendo y descendiendo en varias ocasiones. En 1944 cambiaron su nombre por el de FC Lyuboslav y contrataron al entrenador húngaro Kramer Lipot, el cual fue despedido más tarde por los malos resultados.
El club más adelante desaparecería, pero fue restablecido en 1958 por las autoridades comunistas de Burgas con todos los logros obtenidos anteriormente, aunque fue con el nombre SC Botev en honor al héroe nacional de Bulgaria Hristo Botev. Varios años después, las autoridades de la ciudad decidieron volver a llamar al club Chernomorets.
Los mejores años del club fueron a inicios de los años 1980s, sobre todo en la temporada 1981/82, en la cual terminaron en el quinto lugar y jugó en 31 temporadas en la A PFG. En 1989 llegaron a la final de la Copa de Bulgaria y enfrentaron al CSKA Sofia, pero perdieron la final con marcador de 0-3, aunque tuvieron como premio de consolación participar por primera vez en la Recopa de Europa de fútbol para la temporada 1989/90, pero fueron eliminados en la ronda clasificatoria por el KS Dinamo Tirana de Albania por un global de 3-5. 
En 1994 descendieron a la B PNG, pero 5 años después retornaron a la A PFG como campeón del segundo nivel.
En el 2005 teniendo como presidente a Ivaylo Drazhev, el club se declaró en bancarrota y el Chernomorets fue relegado al tercer nivel de Bulgaria, y antes de iniciar la temporada 2006-07 el club desapareció por problemas financieros, dejando un record negativo como el peor equipo en la historia del fútbol mundial en Primera División al completar 43 fechas consecutivas con derrotas, sin obtener un solo punto en su última temporada como equipo deportivo.

## Palmarés
- B PFG: 4

1964/65, 1976/77, 1985/86, 1998/99
- V AFG Suroeste: 1

2005/06

## Participación en competiciones de la UEFA
| Temporada | Torneo                | Ronda          | Club          | Casa | Visita | Global |
| --------- | --------------------- | -------------- | ------------- | ---- | ------ | ------ |
| 1982      | Copa Intertoto        | Grupo 9        | Baník Ostrava | 5-2  | 1-3    | N/A    |
| 1982      | Copa Intertoto        | Grupo 9        | IFK Goteborg  | 2-4  | 4-4    | N/A    |
| 1982      | Copa Intertoto        | Grupo 9        | Næstved       | 4-0  | 1-2    | N/A    |
| 1985      | Copa Intertoto        | Grupo 11       | Start         | 2-0  | 0-1    | N/A    |
| 1985      | Copa Intertoto        | Grupo 11       | Aarau         | 4-1  | 3-3    | N/A    |
| 1985      | Copa Intertoto        | Grupo 11       | MTK Budapest  | 1-2  | 1-5    | N/A    |
| 1989-90   | UEFA Cup Winners' Cup | Clasificatoria | Dinamo Tirana | 3-1  | 0-4    | 3-5    |

## Temporadas desde 1938
| Season  |                         | Pos. | J  | G  | E  | P  | GF | GC  | Pts | Copa       | Notas      |
| ------- | ----------------------- | ---- | -- | -- | -- | -- | -- | --- | --- | ---------- | ---------- |
| 1938    | BSFC                    | 8    | 18 | 4  | 4  | 10 | 30 | 40  | 12  | N/A        |            |
| 1939    | BSFC                    | 10   | 18 | 0  | 4  | 14 | 17 | 61  | 4   | N/A        | Descendido |
| 1948-49 | RFD                     | 10   | 18 | 2  | 3  | 13 | 15 | 38  | 7   | 1/4        | Descendido |
| 1957    | Southern B RFG          | 8    | 30 | 10 | 10 | 10 | 42 | 50  | 30  | N/A        |            |
| 1958    | Southern B RFG          | 10   | 15 | 5  | 4  | 6  | 17 | 18  | 14  | N/A        |            |
| 1958-59 | Southern B RFG          | 10   | 30 | 13 | 5  | 11 | 45 | 42  | 31  | 1/4        | Descendido |
| 1961-62 | B RFG                   | 10   | 30 | 9  | 8  | 13 | 41 | 49  | 26  | N/A        |            |
| 1962-63 | Southern B RFG          | 11   | 38 | 15 | 6  | 17 | 61 | 55  | 36  | N/A        |            |
| 1963-64 | Southern B RFG          | 6    | 34 | 13 | 13 | 8  | 53 | 42  | 39  | N/A        |            |
| 1964-65 | Southern B RFG          | 1    | 34 | 19 | 6  | 9  | 57 | 29  | 44  | N/A        | Ascendido  |
| 1965-66 | A RFG                   | 14   | 30 | 8  | 9  | 13 | 34 | 48  | 25  | 1/8        |            |
| 1966-67 | A RFG                   | 9    | 30 | 10 | 10 | 10 | 38 | 35  | 30  | 2º Grupo 1 |            |
| 1967-68 | A RFG                   | 13   | 30 | 9  | 7  | 14 | 35 | 53  | 25  | 1/2        |            |
| 1968-69 | A RFG                   | 7    | 30 | 10 | 8  | 12 | 51 | 56  | 28  | 3º Grupo 1 |            |
| 1969-70 | A RFG                   | 8    | 30 | 10 | 9  | 11 | 33 | 41  | 29  | 1/8        |            |
| 1970-71 | A RFG                   | 15   | 30 | 6  | 7  | 17 | 33 | 66  | 19  | 3º Grupo 3 |            |
| 1971-72 | A RFG                   | 14   | 34 | 11 | 8  | 15 | 47 | 49  | 28  | 1/16       |            |
| 1972-73 | A RFG                   | 12   | 34 | 12 | 7  | 15 | 35 | 44  | 31  | 1/4        | Descendido |
| 1973-74 | Southern B RFG          | 2    | 36 | 23 | 6  | 7  | 81 | 34  | 52  | 1/4        |            |
| 1974-75 | Southern B RFG          | 2    | 38 | 18 | 8  | 12 | 52 | 40  | 44  | N/A        |            |
| 1975-76 | Southern B RFG          | 7    | 38 | 16 | 8  | 14 | 61 | 47  | 40  | 1/32       |            |
| 1976-77 | Southern B RFG          | 1    | 38 | 20 | 10 | 8  | 60 | 30  | 50  | 1/32       | Ascendido  |
| 1977-78 | A RFG                   | 10   | 30 | 11 | 5  | 14 | 45 | 43  | 27  | 1/16       |            |
| 1978-79 | A RFG                   | 5    | 30 | 13 | 8  | 9  | 45 | 43  | 34  | 1/8        |            |
| 1979-80 | A RFG                   | 9    | 30 | 12 | 3  | 15 | 39 | 42  | 27  | 1/4        |            |
| 1980-81 | A RFG                   | 11   | 30 | 9  | 10 | 11 | 42 | 49  | 28  | 1ª ronda   |            |
| 1981-82 | A RFG                   | 6    | 30 | 14 | 4  | 12 | 48 | 44  | 32  | N/A        |            |
| 1982-83 | A RFG                   | 13   | 30 | 12 | 4  | 14 | 41 | 47  | 28  | N/A        |            |
| 1983-84 | A RFG                   | 5    | 30 | 12 | 7  | 11 | 43 | 47  | 31  | N/A        |            |
| 1984-85 | A RFG                   | 16   | 30 | 8  | 5  | 17 | 35 | 57  | 21  | N/A        | Descendido |
| 1985-86 | B RFG                   | 1    | 38 | 21 | 7  | 10 | 81 | 42  | 48  | N/A        | Ascendido  |
| 1986-87 | A RFG                   | 12   | 30 | 10 | 4  | 16 | 48 | 76  | 24  | N/A        |            |
| 1987-88 | A RFG                   | 15   | 30 | 9  | 3  | 18 | 27 | 50  | 21  | 1/4        | Descendido |
| 1988-89 | B RFG                   | 2    | 38 | 20 | 10 | 8  | 63 | 32  | 50  | Final      | Ascendido  |
| 1989-90 | A RFG                   | 11   | 30 | 11 | 7  | 12 | 36 | 41  | 29  | N/A        |            |
| 1990-91 | A FG                    | 7    | 30 | 11 | 8  | 11 | 41 | 50  | 30  | 2º Grupo 1 |            |
| 1991-92 | A RFG                   | 12   | 30 | 8  | 9  | 13 | 28 | 43  | 25  | 1/16       |            |
| 1992-93 | A RFG                   | 8    | 30 | 11 | 8  | 11 | 33 | 31  | 30  | 1/8        |            |
| 1993-94 | A FG                    | 13   | 28 | 8  | 6  | 14 | 30 | 36  | 30  | 1/16       | Descendido |
| 1994-95 | Southern B RFG          | 9    | 30 | 13 | 7  | 10 | 43 | 35  | 46  | N/A        | Descendido |
| 1995-96 | South East V Group      | -    | -  | -  | -  | -  | -  | -   | -   | 3ª ronda   | Ascendido  |
| 1996-97 | B RFG                   | 7    | 34 | 16 | 4  | 14 | 51 | 39  | 52  | 1/8        |            |
| 1997-98 | B RFG                   | 4    | 30 | 18 | 5  | 7  | 50 | 17  | 59  | 1/16       |            |
| 1998-99 | B RFG                   | 1    | 30 | 21 | 3  | 6  | 62 | 20  | 66  | 2ª ronda   | Ascendido  |
| 1999-00 | A FG                    | 10   | 30 | 10 | 7  | 13 | 31 | 40  | 37  | 1/2        |            |
| 2000-01 | Premier football league | 11   | 26 | 6  | 4  | 16 | 22 | 48  | 22  | 1/16       |            |
| 2001-02 | Premier football league | 10   | 40 | 13 | 9  | 18 | 41 | 69  | 35  | 1/16       |            |
| 2002-03 | Premier football league | 11   | 26 | 7  | 3  | 16 | 32 | 56  | 24  | 1/4        |            |
| 2003-04 | A FG                    | 16   | 30 | 4  | 6  | 20 | 30 | 68  | 18  | 1/8        | Descendido |
| 2004-05 | B PFG                   | 15   | 30 | 5  | 4  | 21 | 29 | 64  | 19  | 1ª ronda   | Descendido |
| 2005-06 | South East V Group      | 14   | 30 | 6  | 5  | 19 | 26 | 56  | 23  | N/A        |            |
| 2006-07 | South East V Group      | 18   | 34 | 0  | 0  | 34 | 8  | 161 | 0   | N/A        | Abandono   |

## Entrenadores destacados
| - Kramer Lipot - Evgeni Yanchovski - Totko Dremsizov - dirigió 7 años al club (récord) | - Lyubomir Borisov - Vasil Zelev - el entrenador más exitoso del club | - Ivan Tsvetanov - Miroslav Kralev |